# Rongcheng (Jieyang)
Rongcheng (en chino simplificado, 榕城区; pinyin, Róngchéng qū) es un distrito urbano bajo la administración directa de la ciudad-prefectura de Jieyang. Se ubica al este de la provincia de Cantón, en el sur de la República Popular China. Su área es de 337 km² y su población total para 2018 fue cerca al millón de habitantes.

## Administración
El distrito de Rongcheng  se divide en 14 pueblos que se administran en 11 subdistritos y 3 poblados.